# مقياس الحرارة الدقيق متساوي الحرارة
مقياس الحرارة الدقيق متساوي الحرارة (Isothermal microcalorimetry IMC) هو طريقة معملية للمراقبة في الوقت الحقيقي والتحليل الديناميكي للعمليات الكيميائية والفيزيائية والبيولوجية. على مدى ساعات أو أيام، يحدد الجهاز بداية ومعدل ومدى وطاقات مثل هذه العمليات للعينات الموجودة في أمبولات صغيرة (على سبيل المثال 3-20 مل) عند درجة حرارة ثابتة (من 15 إلى 150 درجة مئوية °C).
ينجز الجهاز هذا التحليل الديناميكي عن طريق قياس وتسجيل معدل التدفق الحراري الصافي (μJ/s = μW) إلى أو من أمبولة العينة، والكمية التراكمية للحرارة (J) المستهلكة أو المنتجة، مقابل الوقت المنقضي.
يُعد الجهاز أداة تحليلية قوية ومتعددة الاستخدامات لأربعة أسباب وثيقة الصلة هي:
1. جميع العمليات الكيميائية والفيزيائية إما أن تكون طاردة للحرارة أو ماصة للحرارة - تُنتج أو تستهلك الحرارة.
2. معدل تدفق الحرارة يتناسب طرديا مع معدل العملية التي تحدث.
3. إن الجهاز حساس بدرجة كافية لاكتشاف ومتابعة العمليات البطيئة (التفاعلات التي تحدث بسرعة قليلة، نسبة صغيرة سنويًا) في بضعة جرامات من المادة، أو العمليات التي تولد كميات ضئيلة من الحرارة (على سبيل المثال عملية التمثيل الغذائي لبضعة آلاف من الخلايا الحية).
4. تتمتع أجهزة IMC عمومًا بنطاق ديناميكي ضخم - حيث يصل تدفق الحرارة إلى حوالي 1  μW حتى 50,000 μW يمكن قياسها بواسطة نفس الجهاز.

وبالتالي فإن طريقة الجهاز لدراسة معدلات العمليات قابلة للتطبيق على نطاق واسع، وتوفر بيانات مستمرة في الزمن الحقيقي، كما أنها حساسة. إن هذا القياس سهل التنفيذ، ويحدث دون مراقبة ولا يسبب أي تداخل (على سبيل المثال، لا توجد حاجة إلى علامات فلورية أو مشعة).
ومع ذلك، هناك تحذيران رئيسيان يجب مراعاتهما عند استخدام الجهاز وهما:
1. البيانات المفقودة: إذا استُخدمت أمبولات العينات المعدة خارجيًا، يستغرق الأمر حوالي 40 دقيقة لإدخال الأمبولة ببطء إلى الجهاز دون حدوث أي اضطراب كبير في درجة الحرارة المحددة في وحدة القياس. وبالتالي، لا يجري مراقبة أي عمليات تحدث خلال هذا الوقت.
2. البيانات غير ذات الصلة Extraneous data: يسجل الجهاز إجمالي تدفق الحرارة الصافي الناتج أو المستهلَك بواسطة جميع العمليات التي تجري داخل الأمبولة. لذلك، من أجل التأكد من العملية أو العمليات التي تُنتج تدفق الحرارة المُقاس، يجب توخي عناية كبيرة في كل من التصميم التجريبي وفي الاستخدام الأولي للاختبارات الكيميائية والفيزيائية والبيولوجية ذات الصلة، حتى يكون ناتج القياس مُعبرًا عن العملية المطلوب قياسها وليس غيرها.

بشكل عام، فإن التطبيقات الممكنة لالجهاز كثيرة، ويحددها الشخص الذي يختار استخدامها كأداة تحليلية والقيود المادية للطريقة. بالإضافة إلى القيود العامة (التحذيرات الرئيسية) الموصوفة أعلاه، تتضمن هذه القيود حجم العينة والأمبولة، ودرجات الحرارة التي يمكن إجراء القياسات عندها. عادةً ما يكون الجهاز هو الأنسب لتقييم العمليات التي تحدث على مدار ساعات أو أيام. لقد استُخدم الجهاز في مجموعة واسعة للغاية من التطبيقات، وجرى مناقشة العديد من الأمثلة في هذه المقالة، مدعومة بالمراجع للأبحاث المنشورة. وتتراوح التطبيقات التي جرى مناقشتها من قياس التحلل التأكسدي البطيء للبوليمرات وعدم استقرار المواد الكيميائية الصناعية الخطرة إلى الكشف عن البكتيريا في البول وتقييم آثار الأدوية على الديدان الطفيلية. إن التركيز الحالي في هذه المقالة هو على تطبيقات النوع الأخير - علم الأحياء والطب.

##### الاستقرار

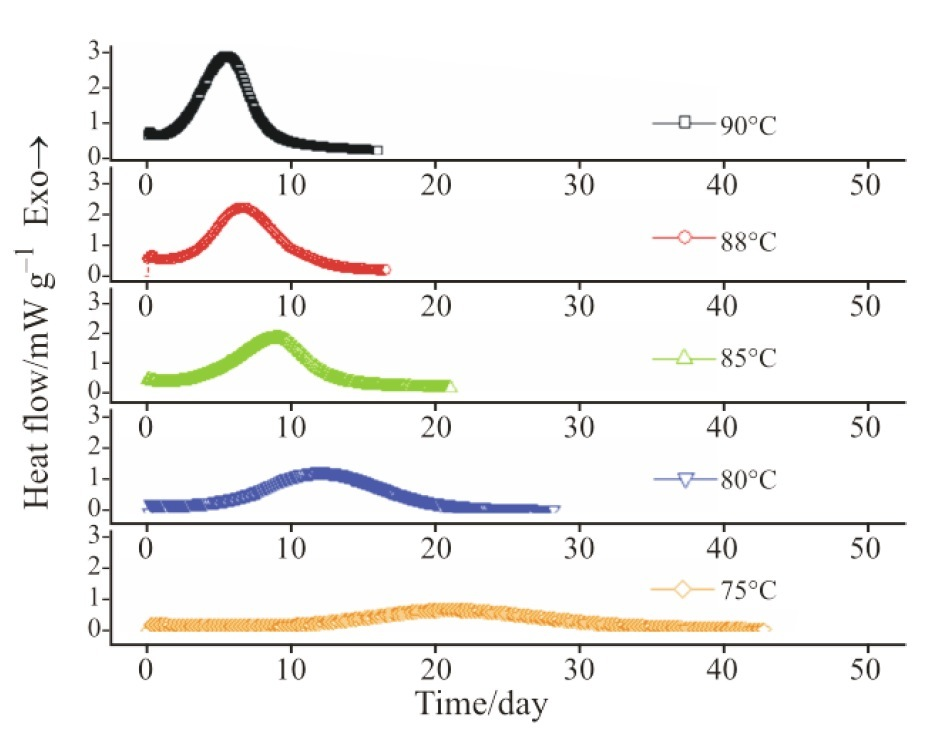
تدفق الحرارة مقابل الزمن للتحلل الحراري لـ 80% كتلة من CHP (هيدرو بيروكسيد الكومين) في سلسلة من درجات الحرارة. CHP هو وسيط كيميائي صناعي ومبادر للبلمرة، ويشكل خطر حريق وانفجار موثق. وفقًا للمؤلفين، لم تكن قياس السعرات الحرارية التباينية أو قياس السعرات الحرارية الأدياباتية حساسة بدرجة كافية لالتقاط هذه البيانات (Chen et al. 2008 بإذن الناشر).
الشكل 4

##### علم السموم

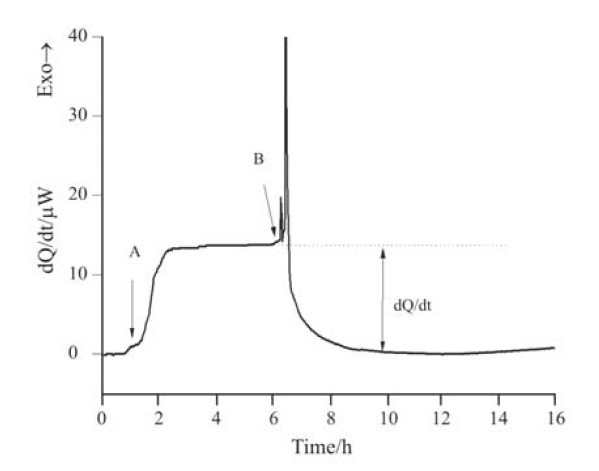
تدفق الحرارة مقابل الوقت لعلاج الخلايا الليفية في المزرعة في أمبولة من الفولاذ المقاوم للصدأ. أ = إدخال الأمبولة إلى موضع القياس، مع وصول تدفق الحرارة الأيضية إلى مستوى التوازن. ب = حقن كبريتات دوديسيل الصوديوم (SDS) الذي أنتج ذروات حادة في تدفق الحرارة مرتبطة بالتخفيف الطارد للحرارة لـ SDS وتحلل الخلايا الليفية. بعد التحلل، عاد معدل تدفق الحرارة إلى ما يقرب من الصفر منذ توقف عملية التمثيل الغذائي للخلايا الليفية. dQ/dt = تدفق الحرارة الأيضية للخلايا الليفية في المزرعة (Liu, et al. 2007 بإذن الناشر).
الشكل 5

##### علم الأحياء الدقيقة

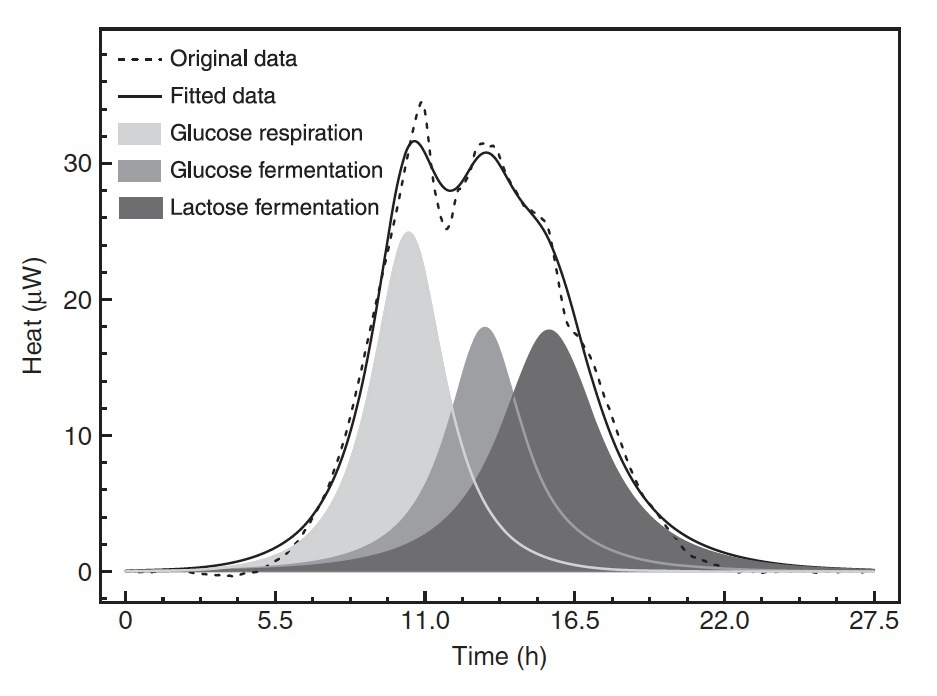
مثال كيف أن بيانات تدفق الحرارة المرتبطة بالنمو مقابل الوقت من البكتيريا في المزرعة في وسط معين في أمبولة مغلقة يوضح تسلسل الأنشطة الأيضية التي تحدث. تنتقل البكتيريا إلى استهلاك مصادر الكربون الأقل كفاءة مع استنفاد المصادر الأكثر كفاءة. أدى تحليل البيانات إلى إظهار القمم التي يمكن تخصيصها للأوضاع الأيضية الموضحة. هذا التسلسل المستخدم لبكتيريا الإشريكية القولونية معروف جيدًا في مجال علم الأحياء الدقيقة (Braissant et al. 2010 بإذن الناشر).
الشكل 6

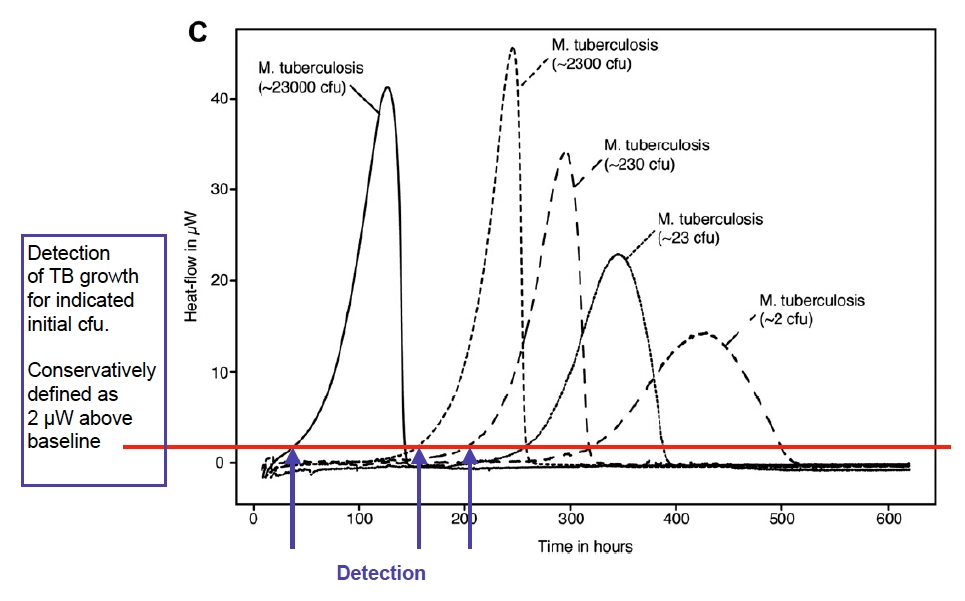
توضيح لكيفية اعتماد وقت IMC للكشف عن وجود البكتيريا على العدد الأولي للبكتيريا الموجودة (CFU)، وحساسية الجهاز ومستوى تدفق الحرارة فوق خط الأساس الذي تم اختياره للإشارة إلى نمو البكتيريا. CFU = وحدة تشكيل المستعمرة. (Braissant et al. 2010 بإذن الناشر).
الشكل 7

## نظرة عامة

### التعريف والغرض والنطاق
القياس الحراري هو علم قياس حرارة التفاعلات الكيميائية أو التغيرات الفيزيائية. يُجرى القياس الحراري باستخدام جهاز القياس الحراري (مُسَعِّر).
جهاز القياس الحراري الدقيق المتساوي الحرارة (جهاز IMC) هو طريقة معملية لقياس معدل تدفق الحرارة (μJ/s = μW) والكمية التراكمية للحرارة (J) المُستهلَكة أو المُنتَجة في درجة حرارة ثابتة بشكل أساسي بواسطة عينة موضوعة في الجهاز، وذلك في الزمن الحقيقي وبشكل مستمر. تنتج هذه الحرارة عن تغيرات كيميائية أو فيزيائية تحدث في العينة. يتناسب تدفق الحرارة مع المعدل الإجمالي للتغيرات التي تحدث في وقت معين. إن الحرارة الكلية المُنتَجة خلال فترة زمنية معينة تتناسب طرديا مع الكمية التراكمية للتغيرات الكلية التي حدثت.
وبالتالي، فإن الجهاز هو وسيلة للتقييم الديناميكي الكمي لمعدلات وطاقات مجموعة واسعة من عمليات المعدلات، بما في ذلك العمليات البيولوجية. تُعرَّف عملية المعدل هنا على أنها تغير فيزيائي و/أو كيميائي يمكن وصف تقدمه بمرور الوقت إما تجريبياً أو من خلال نموذج رياضي (المراجع : Glasstone، et al. 1941 وJohnson، et al. 1974 ومعادلة معدل التفاعل).
الاستخدام الأبسط لجهاز IMC هو اكتشاف حدوث عملية معدل واحدة أو أكثر في عينة لأن الحرارة يتم إنتاجها أو استهلاكها بمعدل أكبر من حد الكشف للجهاز المستخدم. يمكن أن يكون هذا مفيدًا، على سبيل المثال، كمؤشر عام على أن المادة الصلبة أو السائلة ليست خاملة ولكنها تتغير عند درجة حرارة معينة. في العينات البيولوجية التي تحتوي على وسط نمو، فإن ظهور إشارة تدفق الحرارة المتزايدة والقابلة للكشف بمرور الوقت هو مؤشر عام بسيط لوجود نوع ما من الخلايا المتكاثرة.

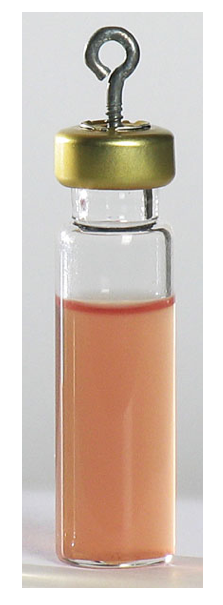
مثال على أمبولة سعة 4 مل لدراسات IMC.
الشكل 1

ومع ذلك، بالنسبة لمعظم التطبيقات، من المهم للغاية معرفة، بطريقة ما، ما هي العملية أو العمليات التي يجري قياسها من خلال مراقبة تدفق الحرارة. بشكل عام، يستلزم هذا أولاً الحصول على معرفة فيزيائية وكيميائية وبيولوجية مفصلة للعناصر الموضوعة في أمبولة جهاز IMC قبل وضعها في الجهاز لتقييم تدفق الحرارة بمرور الوقت. ومن الضروري أيضًا تحليل محتويات الأمبولة بعد إجراء قياسات جهاز IMC لتدفق الحرارة لفترة زمنية واحدة أو أكثر. بالإضافة إلى ذلك، يمكن استخدام الاختلافات القائمة على المنطق في محتويات الأمبولة لتحديد المصدر أو المصادر المحددة لتدفق الحرارة. عندما يجري إنشاء علاقة معدل العملية وتدفق الحرارة، يصبح من الممكن الاعتماد بشكل مباشر على بيانات جهاز IMC.
ن ما يمكن لجهاز IMC قياسه في الممارسة العملية يعتمد جزئيًا على أبعاد العينة، وهي مقيدة بالضرورة بتصميم الجهاز. تقبل الأداة التجارية المعينة عادةً عينات يصل قطرها وارتفاعها إلى حد ثابت. الأجهزة التي تقبل العينات ذات الأبعاد التي يصل قطرها إلى حوالي 1 أو 2 سم وارتفاعها قرابة 5 سم تُعد أجهزة نموذجية. في جهاز معين، عادةً ما تُنتِج عينات أكبر من نوع معين إشارات تدفق حراري أكبر، وهذا من شأنه أن يعزز الكشف والدقة.
في كثير من الأحيان، تكون العينات هي أمبولات أسطوانية بسيطة بحجم من 3 إلى 20 مل (الشكل 1) تحتوي على مواد يكون مُعدَّل حدوث عملياتها هو موضع الدراسة - مثل المواد الصلبة، والسوائل، والخلايا المزروعة — أو أي تركيبة من هذه العناصر أو غيرها من العناصر المتوقع أن تؤدي إلى إنتاج أو استهلاك الحرارة. يمكن إجراء العديد من قياسات جهاز IMC المفيدة باستخدام أمبولات مغلقة بسيطة، وتعتبر أمبولات الزجاج شائعة الاستخدام لأن الزجاج ليس عرضة للخضوع لتغيرات كيميائية أو فيزيائية بسبب الحرارة. ومع ذلك، يُستخدم في بعض الأحيان أمبولات معدنية أو بوليمرية. كما تتوفر أنظمة الأجهزة/الأمبولات التي تسمح بالحقن أو التحكم في تدفق الغازات أو السوائل و/أو توفير التحريك الميكانيكي للعينة.
تسمح أجهزة IMC التجارية بقياس تدفق الحرارة عند درجات حرارة تتراوح من حوالي 15 درجة درجة مئوية حتى 150 درجة مئوية. قد يكون النطاق لأداة معينة مختلفًا بعض الشيء.
تعتبر أجهزة IMC حساسة للغاية - على سبيل المثال، يمكن الكشف عن الحرارة الناتجة عن التفاعلات الكيميائية البطيئة في العينات التي تزن بضعة جرامات، والتي تحدث بمعدلات استهلاك للمتفاعلات تبلغ بضعة في المائة سنويًا، ويمكن تحديد كميتها في غضون أيام. وتشمل الأمثلة الأكسدة التدريجية لمواد الزرع البوليمرية ودراسات العمر الافتراضي لمستحضرات الأدوية الصيدلانية الصلبة (التطبيقات: المواد الصلبة).
يمكن أيضًا قياس معدل إنتاج الحرارة الأيضية، على سبيل المثال، لبضعة آلاف من الخلايا الحية أو الكائنات الحية الدقيقة أو الكائنات الأولية في المزرعة في أمبولة جهاز IMC. يمكن ربط كمية هذه الحرارة الأيضية (من خلال التجارب) بعدد الخلايا أو الكائنات الحية الموجودة. وبالتالي، يمكن استخدام بيانات جهاز IMC لمراقبة عدد الخلايا أو الكائنات الحية الموجودة في الزمن الحقيقي ومعدل النمو الصافي أو الانخفاض في هذا العدد (التطبيقات: علم الأحياء والطب).
على الرغم من مناقشة بعض التطبيقات غير البيولوجية لجهاز IMC (التطبيقات: المواد الصلبة)، فإن التركيز الحالي في هذه المقالة هو على استخدام جهاز IMC فيما يتعلق بالعمليات البيولوجية (التطبيقات: علم الأحياء والطب).

### البيانات التي نحصل عليها

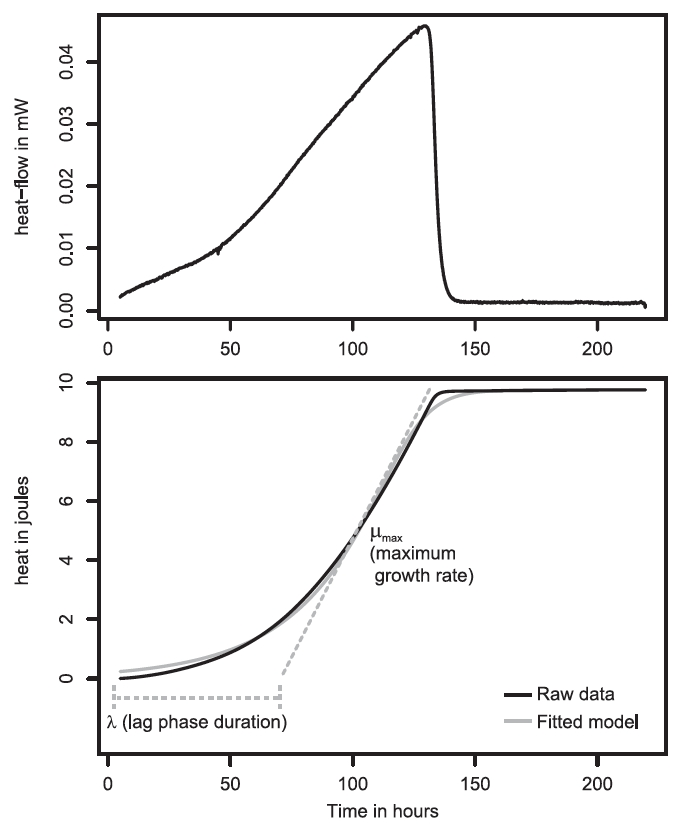
رسم بياني لبيانات جهاز IMC لعملية طاردة للحرارة، في أمبولة محكمة الغلق حيث تبدأ العملية (وبالتالي تدفق الحرارة) وتتسارع وتصل إلى الذروة ثم تهدأ. يوجد أسفل مخطط تدفق الحرارة مخطط يوضح تكامل بيانات تدفق الحرارة لإعطاء الحرارة المتراكمة مقابل الوقت. كما هو موضح بيانياً، يمكن حساب مدة مرحلة التأخر ومعدل توليد الحرارة الأقصى (معدل النمو) من البيانات المتكاملة (Howell, et al. 2011. مستخدم بإذن الناشر).
الشكل 2

يظهر عرض رسومي لنوع شائع من بيانات جهاز IMC في الشكل 2. في الأعلى يوجد رسم بياني لتدفق الحرارة المسجل (μJ/s = μW) مقابل الوقت من عينة في أمبولة محكمة الغلق، بسبب عملية طاردة للحرارة تبدأ وتتسارع وتصل إلى ذروة تدفق الحرارة ثم تهدأ. تعتبر مثل هذه البيانات مفيدة بشكل مباشر (على سبيل المثال، الكشف عن عملية ومدتها في ظل ظروف ثابتة)، ولكن يمكن أيضًا تقييم البيانات بسهولة رياضيًا لتحديد معاملات العملية. على سبيل المثال، يوضح الشكل 2 أيضًا تكامل بيانات تدفق الحرارة، مما يعطي الحرارة المتراكمة (J) مقابل الوقت. كما هو موضح، يمكن حساب معاملات مثل معدل النمو الأقصى (توليد الحرارة) للعملية، ومدة مرحلة التأخير قبل أن تصل العملية إلى الحد الأقصى للحرارة من البيانات المتكاملة. يمكن إجراء الحسابات تلقائيًا بسهولة باستخدام بيانات معدل تدفق الحرارة المخزنة كملفات حاسوب. إن تحليل بيانات جهاز IMC بهذه الطريقة لتحديد معاملات النمو له تطبيقات مهمة في علوم الحياة (التطبيقات: علم الأحياء والطب). كما يمكن استخدام معدلات تدفق الحرارة التي نحصل عليها عند سلسلة من درجات الحرارة للحصول على طاقة تنشيط العملية التي يجري تقييمها (Hardison et al. 2003).

### تاريخ التطوير
يعود الفضل إلى لافوازييه ولابلاس Lavoisier and Laplace في إنشاء واستخدام أول مقياس حرارة متساوي الحرارة في حوالي عام 1780 (المراجع: لافوازييه و لابلاس PS 1780). استخدمت أداتهم الجليد لإنتاج درجة حرارة ثابتة نسبيًا في مساحة محصورة. لقد أدركوا أنه عندما وضعوا عينة مُنتِجة للحرارة على الجليد (مثل حيوان حي)، فإن كتلة الماء السائل المُنتَج بواسطة الجليد الذائب كانت متناسبة بشكل مباشر مع الحرارة التي تُنتجها العينة.
تنبع العديد من تصميمات أجهزة IMC الحديثة من العمل الذي جرى إنجازه في السويد في أواخر الستينيات وأوائل السبعينيات (Wadsö 1968، Suurkuusk & Wadsö 1974). استفاد هذا العمل من التطوير الموازي للأجهزة الإلكترونية ذات الحالة الصلبة - وخاصة التوافر التجاري لأجهزة التأثير الحراري الكهربائي الصغيرة (بيلتييه-سيبيك) لتحويل تدفق الحرارة إلى جهد - والعكس.
في ثمانينيات القرن العشرين، ظهرت تصميمات متعددة القنوات (Suurkuusk 1982)، والتي تسمح بالتقييم المتوازي لعينات متعددة. لقد أدى هذا إلى زيادة كبيرة في قوة وفائدة جهاز IMC وأدى إلى بذل الجهود لضبط الطريقة (Thorén et al. 1989). أُنجز الكثير من التصميم والتطوير الإضافي الذي حدث في تسعينيات القرن العشرين في السويد أيضًا على يد وادسو وسوركوسك وزملائهما. استفاد هذا العمل من التطور الموازي لتقنية الحاسوب الشخصي والتي عززت بشكل كبير القدرة على تخزين ومعالجة وتفسير تدفق الحرارة مقابل بيانات الوقت بسهولة.
استفادت أعمال تطوير الأجهزة منذ تسعينيات القرن العشرين من التطوير المستمر للإلكترونيات الحالة الصلبة solid-state electronics وتقنية الحاسوب الشخصي. وقد أدى هذا إلى إنشاء أدوات لجهاز IMC ذات حساسية واستقرار متزايدين، وأعداد من القنوات المتوازية، وقدرة أكبر على تسجيل بيانات جهاز IMC وتخزينها ومعالجتها بسرعة وبشكل ملائم. فيما يتعلق بالاستخدام الأوسع، كان هناك اهتمام كبير لإنشاء معايير لوصف أداء أدوات جهاز IMC (على سبيل المثال الدقة والضبط والحساسية) وطرق المعايرة (Wadsö و Goldberg 2001).

## الأدوات ومبادئ القياس

### تكوينات الأدوات

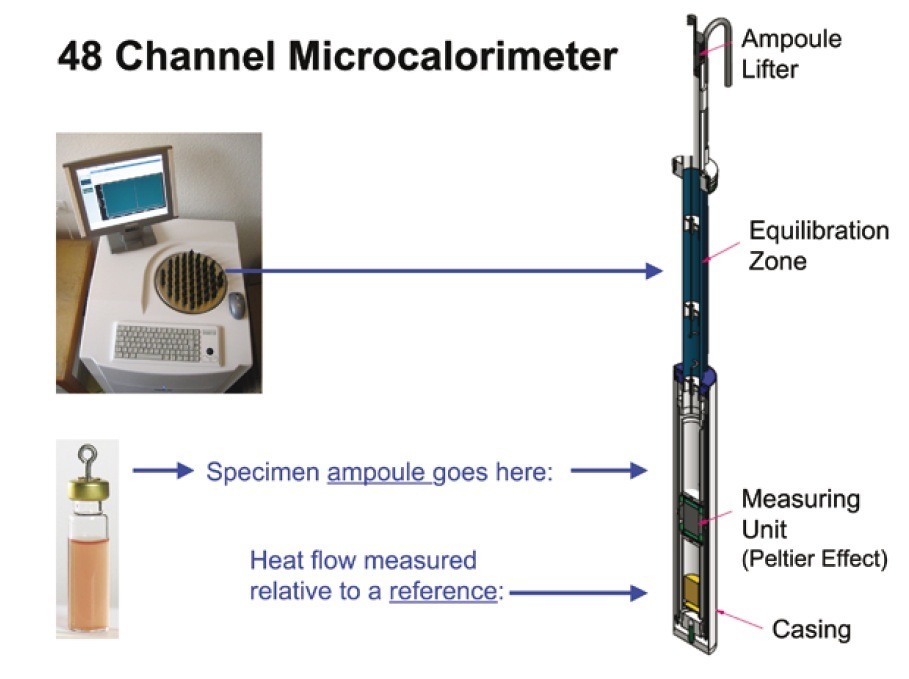
نظرة عامة على أداة IMC التي تحتوي على 48 وحدة قياس السعرات الحرارية منفصلة. تظهر وحدة واحدة. تعمل جميع الوحدات عند درجة حرارة محددة يجري التحكم فيها بواسطة منظم الحرارة الخاص بالجهاز، ولكن يمكن بدء القياسات وإيقافها بشكل منفصل في كل وحدة. (بإذن من شركة Waters-TA Instruments، ويلمنجتون، ديلاوير، الولايات المتحدة الأمريكية. http://www.tainstruments.com/)
الشكل 3

إن أجهزة IMC الحديثة هي في الواقع شبه-أدياباتية semi-adiabatic- أي أن انتقال الحرارة بين العينة ومحيطها ليس صفراً (أدياباتي)، لأن قياس IMC لتدفق الحرارة يعتمد على وجود فرق صغير في درجة الحرارة - تقريبًا 0.001 درجة مئوية. ومع ذلك، نظرًا لأن الفرق منخفض جدًا، فإن قياسات IMC متساوية الحرارة بشكل أساسي. الشكل 3. يُظهر نظرة عامة على أداة IMC التي تحتوي على 48 وحدة قياس تدفق الحرارة منفصلة. تظهر وحدة واحدة. وحدة القياس الخاصة بالوحدة عادة ما تكون عبارة عن جهاز Peltier-Seebeck. يقوم الجهاز بإنتاج جهد كهربائي يتناسب مع الفرق في درجة الحرارة بين العينة التي تنتج أو تستهلك الحرارة والمرجع غير النشط حرارياً والذي يكون عند درجة حرارة المشتت الحراري. ويتناسب الفرق في درجات الحرارة بدوره مع المعدل الذي تنتج به العينة الحرارة أو تستهلكها (انظر المعايرة أدناه). تستخدم جميع الوحدات الموجودة في الجهاز نفس المشتت الحراري ومنظم الحرارة وبالتالي تُنتج جميعها البيانات عند نفس درجة الحرارة المحددة. ومع ذلك، فمن الممكن عمومًا بدء وإيقاف القياسات في كل أمبولة بشكل مستقل. في جهاز يعمل بشكل متوازي للغاية (على سبيل المثال 48 قناة) مثل الجهاز الموضح في الشكل 3، فإن هذا يجعل من الممكن إجراء (بدء وإيقاف) العديد من التجارب المختلفة عندما يكون ذلك مناسبًا للقيام بذلك.
وبدلاً من ذلك، يمكن تجهيز أجهزة IMC بوحدات دوبلكس تنتج إشارات تتناسب مع فرق تدفق الحرارة بين أمبولتين. غالبًا ما يكون أحد الأمبولتين من هذا القبيل هو عينة فارغة أو عينة تحكم - أي عينة لا تحتوي على المادة التي تُنتج عملية التغير الحراري المطلوب، ولكن محتواها متطابق تمامًا مع المحتوى الموجود في أمبولة العينة. وهذا يوفر وسيلة للقضاء على التفاعلات البسيطة المنتِجة للحرارة والتي لا تهم — على سبيل المثال التغيرات الكيميائية التدريجية على مدى فترة من الأيام في وسط زراعة الخلايا عند درجة حرارة القياس. يمكن إجراء العديد من قياسات IMC المفيدة باستخدام أمبولات مغلقة بسيطة. ومع ذلك، وكما ذكر أعلاه، تتوفر أنظمة الأجهزة/الأمبولات التي تسمح أو حتى تتحكم في تدفق الغازات أو السوائل إلى و/أو من العينات و/أو توفر التحريك الميكانيكي للعينة.

### ملحقات مرجعية
يجري عادة قياس تدفق الحرارة بالنسبة إلى ملحق مرجعي reference insert، كما هو موضح في الشكل 3. وهي قسيمة معدنية عادةً تكون مستقرة كيميائيًا وفيزيائيًا عند أي درجة حرارة ضمن نطاق تشغيل الجهاز وبالتالي لن تُنتج أو تستهلك الحرارة بنفسها. للحصول على أفضل أداء، يجب أن يكون للمرجع سعة حرارية قريبة من سعة العينة (على سبيل المثال أمبولة IMC بالإضافة إلى المحتويات).

### طرق التشغيل

#### وضع التوصيل الحراري (hc)
غالبًا ما يجري تشغيل أجهزة IMC التجارية كمقاييس حرارية للتوصيل الحراري (heat conduction hc) حيث تتدفق الحرارة الناتجة عن العينة (أي المادة في أمبولة) إلى المُشتت الحراري، وهو عادةً ما يكون كتلة من الألومنيوم موجودة في منظم حرارة (مثل حمام درجة حرارة ثابتة). كما ذكر أعلاه، فإن جهاز IMC الذي يعمل في وضع التوصيل الحراري ليس متساوي الحرارة بدقة، لأنه توجد بالضرورة فروق صغيرة بين درجة الحرارة المحددة ودرجة حرارة العينة - بحيث يكون هناك تدفق حراري قابل للقياس. ومع ذلك، فإن الاختلافات الصغيرة في درجة حرارة العينة لا تؤثر بشكل كبير على درجة حرارة المشتت الحراري لأن السعة الحرارية للمشتت الحراري أعلى بكثير من العينة - عادة حوالي 100×.
يحدث نقل الحرارة بين العينة ومُبدد الحرارة من خلال جهاز Peltier-Seebeck، مما يسمح بالقياس الديناميكي للحرارة المنتَجة أو المستهلَكة. في الأجهزة عالية الجودة، تكون درجة حرارة الترموستات/المبدد الحراري دقيقة عادةً إلى أقل من ±0.1 كلفن، ويجري الحفاظ عليها في حدود أقل من ±100 μK/24hr. الدقة التي يجري بها الحفاظ على درجة حرارة المُبدد الحراري بمرور الوقت هي عامل رئيسي في تحديد دقة قياسات تدفق الحرارة بمرور الوقت. تتمثل ميزة وضع التوصيل الحراري hc في النطاق الديناميكي الكبير. التدفقات الحرارية تبلغ حوالي 50000 μW يمكن قياس بدقة تبلغ حوالي ±0.2 μW. وبالتالي، يمكن قياس تدفق حراري أكبر من 0.2 μW فوق خط الأساس اكتشافًا لتدفق الحرارة، على الرغم من أن الكشف الأكثر تحفظًا يبلغ 10 أضعاف حد الدقة يُستخدم في كثير من الأحيان.

#### وضع تعويض الطاقة (pc)
تعمل بعض أجهزة IMC (أو يمكن تشغيلها أيضًا) كمقاييس تعويض الطاقة (power compensation pc). في هذه الحالة، من أجل الحفاظ على العينة عند درجة الحرارة المحددة، يجري تعويض الحرارة المُنتَجة باستخدام جهاز Peltier-Seebeck. يجري تعويض الحرارة المستهلَكة إما عن طريق سخان كهربائي أو عن طريق عكس قطبية الجهاز (van Herwaarden، 2000). إذا جرى تشغيل أداة معينة في وضع تعويض الطاقة بدلاً من وضع التوصيل الحراري، فإن دقة قياس تدفق الحرارة تظل كما هي (على سبيل المثال، ±0.2 μW). تتمثل ميزة وضع التعويض في وجود ثابت زمني أصغر – أي أن الوقت اللازم لاكتشاف نبضة تدفق حراري معينة أقصر بحوالي 10 مرات من وضع التوصيل الحراري. العيب هو أن النطاق الديناميكي يكون أصغر بمقدار 10 مرات مقارنة بوضع التوصيل الحراري.

### المعايرة
بالنسبة للتشغيل في وضع التوصيل الحراري hc أو تعويض الطاقة pc، تُجرى عادةً المعايرة الروتينية في الأجهزة التجارية باستخدام سخانات كهربائية مدمجة. يمكن التحقق من صحة أداء السخانات الكهربائية باستخدام عينات ذات سعة حرارية معروفة أو عينات تُنتج تفاعلات كيميائية يكون إنتاجها الحراري لكل وحدة كتلة معروفًا من الديناميكا الحرارية (Wadsö و Goldberg 2001). في وضع التوصيل الحراري hc أو تعويض الطاقة pc، تكون الإشارة الناتجة عبارة عن جهد قابل للتسجيل بواسطة الحاسوب، ومعاير لتمثيل تدفق الحرارة في نطاق μW للعينة مقابل الوقت. على وجه التحديد، إذا لم توجد تدرجات حرارية كبيرة في العينة، فإن P=eC[U+t(dU/dt)]، حيث P هي تدفق الحرارة (أي μW)، وεC هو ثابت المعايرة، وU هو فرق الجهد المقاس عبر الموضع الحراري، وt هو ثابت الوقت. في ظل ظروف الحالة المستقرة - على سبيل المثال أثناء إطلاق تيار معايرة كهربائية ثابت، يمكن تبسيط ذلك إلى P=eCU. (Wadsö و Goldberg 2001).

### الأمبولات
يمكن إجراء العديد من قياسات IMC المفيدة للغاية في أمبولات محكمة الغلق (الشكل 1) والتي توفر مزايا البساطة والحماية من التلوث و(حيثما لزم الأمر) هامش كبير من السلامة البيولوجية للأشخاص الذين يتعاملون مع الأمبولات أو يتعرضون لها. يمكن أن تحتوي الأمبولة المغلقة على أي تركيبة مرغوبة من المواد الصلبة أو السوائل أو الغازات أو العناصر ذات الأصل البيولوجي. يمكن التحكم في تركيبة الغاز الأولية في مساحة رأس الأمبولة عن طريق إغلاق الأمبولة في بيئة الغاز المطلوبة.
ولكن، هناك أيضًا تصميمات لأجهزة/أمبولات IMC تسمح بالتدفق المتحكم فيه للغاز أو السائل عبر الأمبولة أثناء القياس و/أو التحريك الميكانيكي. بالإضافة إلى ذلك، مع الملحقات المناسبة، يمكن تشغيل بعض أجهزة IMC كأجهزة ITC (قياس السعرات الحرارية بالمعايرة المتساوية الحرارة isothermal titration calorimetry). يمكن تناول موضوع ITC في مكان آخر (انظر قياس السعرات الحرارية بالمعايرة المتساوية الحرارة Isothermal titration calorimetry). بالإضافة إلى ذلك، يمكن لبعض أجهزة IMC تسجيل تدفق الحرارة أثناء تغير درجة الحرارة ببطء (مسحها) بمرور الوقت. يجب أن يكون معدل المسح بطيئًا (حوالي ± 2 °C/h ) من أجل الحفاظ على عينات مقياس IMC (على سبيل المثال بضعة جرامات) قريبة بدرجة كافية من درجة حرارة المشتت الحراري ( أي أقل من 0.1 °C). المسح السريع لدرجة الحرارة هو مجال أجهزة المسح التبايني للسعرات الحرارية (DSC) والتي تستخدم عمومًا عينات أصغر بكثير. يمكن تشغيل بعض أجهزة المسح التبايني DSC في وضع IMC، ولكن حجم الأمبولة الصغيرة (وبالتالي العينة) اللازمة للمسح يحد من فائدة وحساسية أجهزة المسح التبايني DSC المستخدمة في وضع IMC.

## المنهجية الأساسية

### ضبط درجة الحرارة
يُقاس معدل تدفق الحرارة (μJ/s = μW) عن طريق ضبط منظم حرارة جهاز IMC أولاً على درجة حرارة محددة والسماح لمُبدد الحرارة الخاص بالجهاز بالاستقرار عند تلك الدرجة. إذا ضُبِط جهاز IMC الذي يعمل عند درجة حرارة معينة على درجة حرارة جديدة، فقد يستغرق إعادة الاستقرار عند إعداد درجة الحرارة الجديدة عدة ساعات — أو حتى يومًا كاملاً. كما شُرح أعلاه، فإن تحقيق والحفاظ على درجة حرارة مستقرة بدقة يعد أمرًا أساسيًا لتحقيق قياسات دقيقة لتدفق الحرارة في نطاق μW على مدى فترات زمنية ممتدة (على سبيل المثال أيام).

### إدخال العينة
بعد تثبيت درجة الحرارة، إذا استُخدمت أمبولة مُجهزة خارجيًا (أو بعض العينات الصلبة ذات أبعاد الأمبولة)، يجري إدخالها ببطء (على سبيل المثال خفضها) في وحدة القياس الخاصة بالأداة، وعادةً ما يحدث ذلك على مراحل. الغرض من ذلك هو التأكد من أنه بحلول الوقت الذي تكون فيه الأمبولة/العينة في وضع القياس، تكون درجة حرارتها قريبة من درجة الحرارة القياسية (يُسمح بفرق في حدود 0.001 درجة مئوية). ويحدث ذلك بحيث يكون أي تدفق حراري يجري قياسه بعد ذلك نتيجة للعمليات في العينة وليس نتيجة لعملية مستمرة لجلب العينة إلى درجة الحرارة المحددة. الوقت اللازم لإدخال العينة في أمبولة IMC سعة 3-20 مل إلى موضع القياس هو تقريبًا 40 دقيقة في العديد من الآلات. وهذا يعني أن تدفق الحرارة من أي عمليات تجري داخل العينة خلال فترة الإدخال لن يجري تسجيله.
إذا استُخدمت أمبولة موضعية، وحُقن بعض العوامل أو العينات، فإن هذا يؤدي أيضًا إلى فترة من عدم الاستقرار، ولكنها في حدود 1 دقيقة. يوضح الشكل 5 أمثلة لكل من الفترة الطويلة اللازمة لتثبيت الجهاز إذا جرى إدخال أمبولة مباشرة، والفترة القصيرة من عدم الاستقرار بسبب الحقن.

### تسجيل البيانات
بعد عملية الإدخال، يمكن تسجيل تدفق الحرارة للعينة بدقة وبشكل مستمر، للمدة المطلوبة. إن الاستقرار الشديد للأجهزة المخصصة للبحث ( < ±100 μK/24h) يعني أنه يمكن إجراء قياسات دقيقة (وهذا يحدث غالبًا) لفترة تمتد لأيام. نظرًا لأن إشارة تدفق الحرارة قابلة للقراءة بشكل أساسي في الزمن الحقيقي، فهي وسيلة لتحديد ما إذا كان تدفق الحرارة المطلوب لا يزال يحدث أم لا. بالإضافة إلى ذلك، تقوم الأجهزة الحديثة بتخزين بيانات تدفق الحرارة مع الوقت في صورة ملفات حاسوب، وبالتالي فإن العرض الرسومي في الزمن الحقيقي والاسترجاعي والتحليل الرياضي للبيانات أمر ممكن.

## قابلية الاستخدام
كما هو موضح أدناه، تتمتع أجهزة IMC بالعديد من المزايا كطريقة لتحليل العمليات، ولكن هناك أيضًا بعض التحذيرات التي يجب الانتباه إليها.

### المزايا

#### قابل للتطبيق على نطاق واسع
يمكن دراسة أي عملية معدل تغير إذا كانت العينات تتناسب مع الأبعاد الهندسية لجهاز IMC، وتستمر بمعدلات مناسبة لمنهجية IMC (انظر أعلاه). كما هو موضح أدناه تطبيقات، يُستخدم IMC لقياس نطاق واسع للغاية من عمليات معدل التغير في المختبر - على سبيل المثال استقرار الحالة الصلبة للبوليمرات (Hardison et al. 2003) لمعرفة فعالية المركبات الدوائية ضد الديدان الطفيلية (Maneck et al. 2011). يمكن لجهاز IMC أيضًا تحديد المعدل الإجمالي للتفاعلات غير المحددة أو المعقدة أو المتعددة (Lewis & Daniels). وهذا مفيد بشكل خاص للفحص المقارن - على سبيل المثال تأثير مجموعات مختلفة من تركيب المواد و/أو عمليات التصنيع على الاستقرار الفيزيائي والكيميائي العام.

#### في الزمن الحقيقي والمستمر
يمكن الحصول على بيانات تدفق الحرارة من جهاز IMC على هيئة تقلبات في الجهد مقابل الوقت، وتخزينها على هيئة ملفات حاسوب ويمكن عرضها بشكل أساسي في الزمن الحقيقي — أثناء حدوث عملية التغير. حيث ييكون الجهد المرتبط بتدفق الحرارة مستمرًا بمرور الوقت، ولكن في الأجهزة الحديثة لا يحدث قياس مستمر مع الزمن وإنما تُؤخذ عينات من القياسات عادةً رقميًا. يمكن التحكم في تردد أخذ العينات الرقمية حسب الحاجة - أي أخذ عينات متكررة من تغيرات تدفق الحرارة السريعة للحصول على دقة زمنية أفضل أو أخذ عينات أبطأ من التغييرات البطيئة من أجل الحد من حجم ملف البيانات.

#### حساس وسريع
تعتبر أجهزة IMC حساسة بدرجة كافية للكشف عن التفاعلات وقياسها في أوقات قصيرة (ساعات، أيام) والتي تستهلك فقط نسبة قليلة من المتفاعلات على مدى فترات طويلة (أشهر). وبالتالي، يتجنب جهاز IMC الانتظار الطويل اللازم غالبًا حتى يتراكم ما يكفي من مُنتَج التفاعل للاختبارات التقليدية (مثل الكيميائية). ينطبق هذا على العينات الفيزيائية والبيولوجية على حد سواء (انظر التطبيقات).

#### مباشر
في كل مجموعة من متغيرات العينة ودرجة الحرارة المحددة المطلوبة، يوفر جهاز IMC تحديدًا مباشرًا لحركية تدفق الحرارة ومعدل الحرارة التراكمي للعمليات. يؤدي هذا إلى تجنب أي حاجة إلى افتراض أن عملية التغير تظل كما هي عند تغيير درجة الحرارة أو المتغيرات الأخرى التي يجري التحكم فيها قبل قياس IMC.

#### بسيط
لإجراء مقارنات بين تأثير المتغيرات التجريبية (على سبيل المثال التركيزات الأولية) على عمليات التغيير، لا يتطلب جهاز IMC تطوير واستخدام طرق التحليل الكيميائية أو غيرها من الطرق. إذا كانت هناك حاجة إلى بيانات مطلقة (على سبيل المثال كمية المُنتَج الناتج بواسطة عملية ما)، فيمكن إجراء الاختبارات بالتوازي على عينات مطابقة لتلك المستخدمة في جهاز IMC (و/أو على عينات IMC بعد تشغيلات IMC). تُستخدم بيانات التحليل الناتجة لمعايرة بيانات معدل التغير التي نحصل عليها بواسطة جهاز IMC.

#### لا تداخل
لا يتطلب جهاز IMC إضافة علامات (على سبيل المثال، المواد الفلورية أو المشعة) لالتقاط عمليات معدل التغير. يمكن استخدام العينات غير المغشوشة، وبعد تشغيل IMC، تظل العينة دون تغيير (باستثناء العمليات التي حدثت). يمكن إخضاع العينة بعد IMC لأي نوع من التقييم الفيزيائي أو الكيميائي أو المورفولوجي أو أي تقييم آخر ذي أهمية.

### تحذيرات

#### البيانات المفقودة
كما هو موضح في وصف المنهجية، عندما يُستخدم طريقة IMC لإدخال أمبولة محكمة الغلق، فإنه من غير الممكن التقاط تدفق الحرارة لمدة 40 دقيقة أثناء إدخال العينة ببطء إلى درجة الحرارة المحددة. لذلك، في هذا الوضع، يكون جهاز IMC هو الأنسب لدراسة العمليات التي تبدأ ببطء أو تحدث ببطء عند درجة حرارة معينة. ينطبق هذا التحذير أيضًا على الوقت قبل الإدخال - أي الوقت المنقضي بين تحضير العينة (حيث قد تبدأ عملية معدل التغير) وبدء عملية إدخال IMC (Charlebois et al. 2003). يجري عادةً تقليل هذا التأثير الأخير إذا كانت درجة الحرارة المختارة لجهاز أعلى بشكل كبير (على سبيل المثال 37 درجة مئوية) من درجة الحرارة التي يجري بها تحضير العينة (على سبيل المثال 25 درجة مئوية).

#### البيانات غير ذات الصلة
يلتقط جهاز IMC إجمالي إنتاج أو استهلاك الحرارة الناتجة عن جميع العمليات التي تجري داخل العينة، بما في ذلك على سبيل المثال:
- التغيرات المحتملة في الحالة الفيزيائية والكيميائية لأمبولة العينة نفسها؛ على سبيل المثال تقليل الضغط في المكونات المعدنية، وأكسدة المكونات البوليمرية.
- تحلل وسط المزرعة يجري فيه دراسة عملية التمثيل الغذائي ونمو الخلايا الحية.

لذلك، يجب توخي عناية كبيرة في التخطيط والتصميم التجريبي لتحديد جميع العمليات المحتملة التي قد تحدث. غالبًا ما يكون من الضروري تصميم وإجراء دراسات أولية تهدف إلى تحديد ما إذا كانت هناك عمليات متعددة تحدث بشكل منهجي متزامن، وإذا كان الأمر كذلك، فما هي مساهماتها في تدفق الحرارة الكلي. إحدى الاستراتيجيات، من أجل القضاء على بيانات تدفق الحرارة غير ذات الصلة، هي مقارنة تدفق الحرارة لعينة تجري فيها عملية معدل التغير المطلوبة مع تدفق عينة فارغة تتضمن كل شيء في العينة المطلوبة - باستثناء العنصر الذي سيخضع لعملية معدل التغير المطلوبة. يمكن إنجاز ذلك بشكل مباشر باستخدام أجهزة تحتوي على وحدات IMC مزدوجة الاتجاه والتي تُظهر فرق التدفق الحراري الصافي بين أمبولتين.

## التطبيقات
بعد مناقشة بعض المصادر الخاصة بمعلومات تطبيقات جهاز IMC، وُجد أنه يُغطي العديد من الفئات المحددة لتحليل عمليات معدل التغير، وفيما يلي مناقشة لبعض الأمثلة الحديثة (مع المراجع المنشورة) في كل فئة.